# Theater 11 Zürich

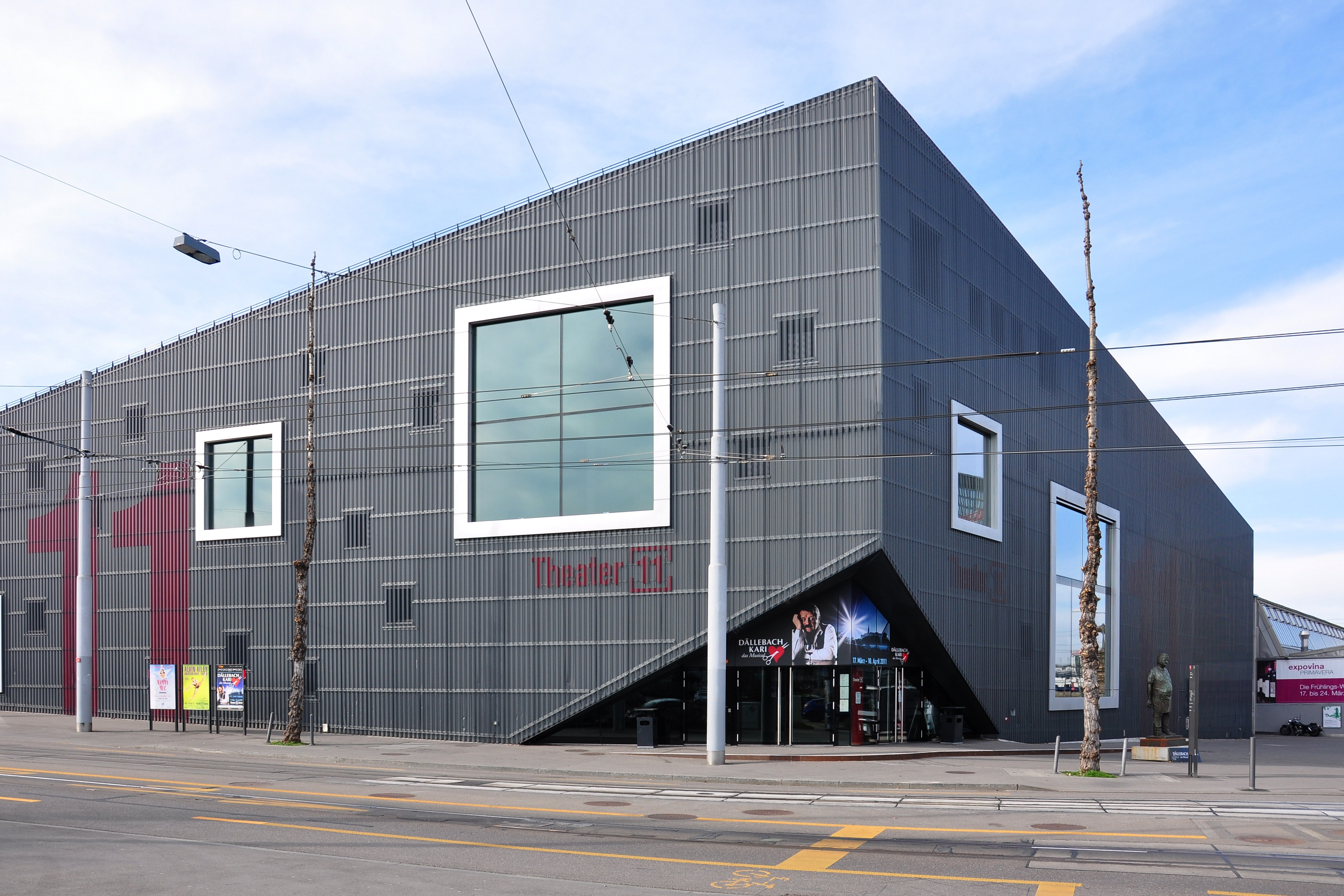
Theater 11 (2011)

Das Theater 11 ist eine Veranstaltungsstätte in Zürich Oerlikon, in der Schweiz. Es wurde 1966 als Stadthof 11 gegenüber des Hallenstadions eröffnet und nach einer tiefgreifenden Totalsanierung am 3. Dezember 2006 mit dem Rock-Musical We Will Rock You wiedereröffnet. Es dient einem nicht subventionierten Gastspielbetrieb und wird überwiegend mit Musicals bespielt.

## Stadthof 11

### Planung und Realisation
Mit der zweiten Eingemeindung von 1934 wuchs die Stadt Zürich im Norden um die ehemaligen Gemeinden Oerlikon, Schwamendingen, Seebach und Affoltern, die im neuen Stadtkreis 11 zusammengefasst wurden. Die «Nordstadt» im Glatttal wuchs nach dem Zweiten Weltkrieg rapide, hatte Anfang 1954 rund 64'000 Einwohner und bereits 1960 gut 20'000 Einwohner mehr. Unbeirrt von den ebenso steigenden Infrastrukturkosten wurde 1953 erstmals im Gemeinderat der Bau eines konfessionell, wie politisch neutralen, grossen Mehrzwecksaals für den Kreis 11 angestossen. Auch die Aktiengesellschaft des Hallenstadions hatte vom Architekten Ernst Plüss einen Saalbau auf eigenem Grundstück entwerfen lassen.
Letztendlich verfolgte die Stadt eine eigenständige Lösung, für die allerdings der Bauplatz an der Thurgauerstrasse – dem Hallenstadion gegenüber – erst vom Kanton erworben werden musste. Da dieser auf einem Landabtausch beharrte, kam das Geschäft erst 1959 zustande. Die stadträtliche Weisung wurde im Sommer 1960 im Gemeinderat diskutiert und schliesslich ohne Gegenstimme bestätigt. Gegen den multifunktionalen Saalbau regte sich vor der Abstimmung vom 5. Februar 1961 wortreicher Widerstand gegen die «Dezentralisation des kulturellen Lebens», welches «nur in einem begrenzten Bezirk atmen könne», den die Gegnerschaft mit dem Altstadtkreis gleichsetzte. Profaner störte sich die Gegnerschaft an den Gesamtkosten von 6,75 Millionen Franken. Die Vorlage für den «Stadthof 11» wurde mit rund 38'800 zu 23'700 Stimmen (62 %) angenommen, wobei die Zustimmung im Kreis 11 selber bei 75 % lag.
Die Bauarbeiten begannen Ende Januar 1962, verliefen allerdings nicht plangemäss. Beim Aushub der Vertiefung für die versenkbare Saaltrennwand kam es zum hydraulischen Grundbruch, worauf die Vertiefung verkleinert werden musste; die Trennwand wurde auf halber Höhe geteilt ausgeführt, damit die Teile nebeneinander versenkt werden konnten. Der strenge Winter 1962/1963 verursachte den nächsten Rückschlag, erst mussten die Bauarbeiten eingestellt werden, danach mussten die Betonpfähle aufgrund Frostschäden mittels Belastungsproben auf ihre Tragfähigkeit überprüft werden. Ende 1963 waren Fundation und Kellergeschoss fertiggestellt, Mitte September 1964 erfolgte die Aufrichte. Zu weiteren Verzögerungen kam es bei der Lieferung und Montage der Hebe- und Senkeinrichtungen für Wände und Bühne. Nach der Fertigstellung 1965, mit insgesamt knapp zweijähriger Verzögerung, erfolgte am 14. Januar 1966 die Eröffnung des Stadthofs.

### Raumprogramm und Technik
Gefordert wurde ein multifunktionaler Saalbau für gesellige, kulturelle und künstlerische Anlässe, Theatervorstellungen, Ballettaufführungen, Konzerte, Kunstausstellungen, Filmvorführungen, und Radio- und Fernsehübertragungen. Die Stadt betraute mit der Projektausführung Karl Egender, der zusammen mit Burckhardt und Giacometti bereits das Hallenstadion realisiert hatte. Die Direktvergabe anstelle eines Architekturwettbewerbs wurde in Fachkreisen kritisiert, ebenso das enge Korsett, welches die Stadt gesetzt habe.
Platziert wurde der Stadthof an der Ecke Wallisellen-/Thurgauerstrasse, wobei er genaugenommen südlich an eine Messehalle der «Genossenschaft Zürcher Spezialausstellungen» (Züspa) angebaut wurde, die plangemäss bereits 1963 fertiggestellt wurde. Mit der Züspahalle teilte sich der Stadthof auch den Haupteingang mit auskragendem Vordach an der Thurgauerstrasse, der in die gemeinsame Vorhalle führte, die rückwärtig einen Nebenzugang zur Birnbaumstrasse besass.
Linkerhand erfolgte der Zugang zum Foyer des Stadthofs; links zur Thurgauerstrasse hin, befand sich die Garderobe, gefolgt vom sogenannten Clubraum, der bis zu 145 Personen fasste, und sich mittels Schiebewände im ersten und dritten Viertelspunkt in bis zu drei kleinere Einheiten unterteilen liess. Rechts des Foyers passierte man den Bühnenturm, dem der grosse Saal folgte. Der Saal fasste bei Konzertbestuhlung rund 1000 Personen, bei Opernbestuhlung 860 Personen und bei Bankettbestuhlung 760 Personen. Bei gehobener Trennwand bot die grössere Saaleinheit (zur Bühne hin) Platz für 560 Personen, die kleinere für 360 Personen.
Hinter dem Saal folgte der Servicegang zur gemeinsamen Küche für Restaurant und Saalbewirtschaftung. Das räumlich getrennte Restaurant des Stadthofs besass einen unabhängigen Eingang an der südöstlichen Gebäudeecke, an der Strassenkreuzung. Dem Gästesaal entlang der Wallisellenstrasse, folgte die «Züristube» als Saal für Gesellschaften.
Der winkelförmige Gebäudesockel mit Foyer, Garderobe, Clubraum und Restaurant war eingeschossig ausgeführt, der grosse Saal wies die doppelte Geschosshöhe auf. Überragt wurde der Bau vom 24 Meter hohen Bühnenturm. Neu in Zürich war die Möglichkeit den Fussboden des grossen Saals in drei Sektoren stufenweise anzuheben. Die Hauptbühne im Bühnenturm war als klassische Guckkastenbühne über 24 Meter Breite mit dem Hauptsaal verbunden und verfügte neben Seiten- und Hinterbühnen auch über eine Senkbühne. Ebenfalls versenkbar war der Orchesterraum für zu 80 Musiker. Für das Bühnenbild umfasste der Bühnenturm 36 Züge, 6 Hinterzüge und 4 Panoramazüge sowie eine Cinemascope-Leinwand – entsprechend war an der Saalrückwand eine Kabinenfront für Filmvorführungen und Rundfunkaufzeichnungen.

### Rezeption und Betrieb
Als Zweckbau ohne kommerzielle Mantelnutzung in Form eines Hotel oder Ladenlokalen war der Stadthof seit Eröffnung inhärent defizitär. Der Liegenschaftenertrag wurde 1966 auf rund 70'000 Franken pro Jahr veranschlagt, dem alleine für Abschreibung und Unterhalt des Gebäudes Kosten von 115'000 Franken entgegenstanden, während Gaudenz Risch, der Verfasser des Bauportraits in der Schweizerischen Bauzeitung, sogar von einer Summe von 340'000 Franken ausging.
Auch die Positionierung des Stadthofs als Theater für Gastspiele der etablierten Zürcher Häuser bereitete Probleme. Wenig attraktiv war die Lage am Siedlungsrand, an der vierspurigen Ausfallstrasse zum Flughafen, und der dazumal nicht minder stark befahrenen Wallisellenstrasse.
Nur die «Grosse Tonhalle» mit 1430 Plätzen und das Opernhaus mit 1100 Plätzen waren grösser als der Stadthof 11 in Opernbestuhlung (860 Plätze), spielten allerdings auch akustisch in einer anderen Liga, während sowohl die Pfauenbühne mit 750 Plätzen, als auch die kleine Tonhalle mit gut 600 Plätzen bereits deutlich kleiner waren. Entsprechend schwieriger war der Stadthof zu füllen, insbesondere wenn das Programm den lokalen Publikumsgeschmack verfehlte. Nach mehr als enttäuschenden Gastvorstellungen wurde der Spielbetrieb auf mehrtägige Gastspiele zeitgenössischer, ausländischer Theater ausgerichtet und hierfür 1971 die Bezeichnung «Theater 11» eingeführt.
Der Betrieb des Stadthofs wurde nie direkt vom zuständigen Präsidialdepartement der Stadt Zürich geführt, sondern von Anbeginn unbefristet an die Züspa-Genossenschaft vermietet, die per Anfang 1983 in eine Aktiengesellschaft umgewandelt wurde. Der Stadthof war auch das Geschäftsdomizil der Züspa, bis zur Umfirmierung in Messe Zürich im November 1994, im Hinblick auf die Realisation des Messezentrums. Belegten die beiden Hauptmessen, die namensgleiche Herbstmesse Züspa und die Fernseh- und Radioausstellung (Fera) jeweils das Hallenstadion, ab 1961 eigene Messehallen, und schliesslich auch den Stadthof, kündigte man letzteren 1997, auf die Inbetriebnahme des Messezentrums im Januar 1998 hin.
Im September 1997 übernahm die Unternehmensgruppe Freddy Burger Management (FBM) die Miete und den Betrieb des Stadthofs, vorderhand als Übergangslösung bis zur anstehenden Sanierung. Ein entsprechender Studienauftrag bezifferte 1994 die Sanierungskosten – unter Beibehaltung des status quo – auf 15 Millionen Franken. Aus Betriebssicht unverändert blieben die Nachteile der veralteten Bühnentechnik, des zu kleinen Sitzplatzangebots und der von Anbeginn unterdimensionierten Publikumszonen. Entsprechend sondierte man Lösungen, welche sich für die Stadt im Kostenrahmen der Sanierung bewegen, während die Mehrkosten für gewünschte Verbesserungen von Dritten mitgetragen würden.

## Theater 11

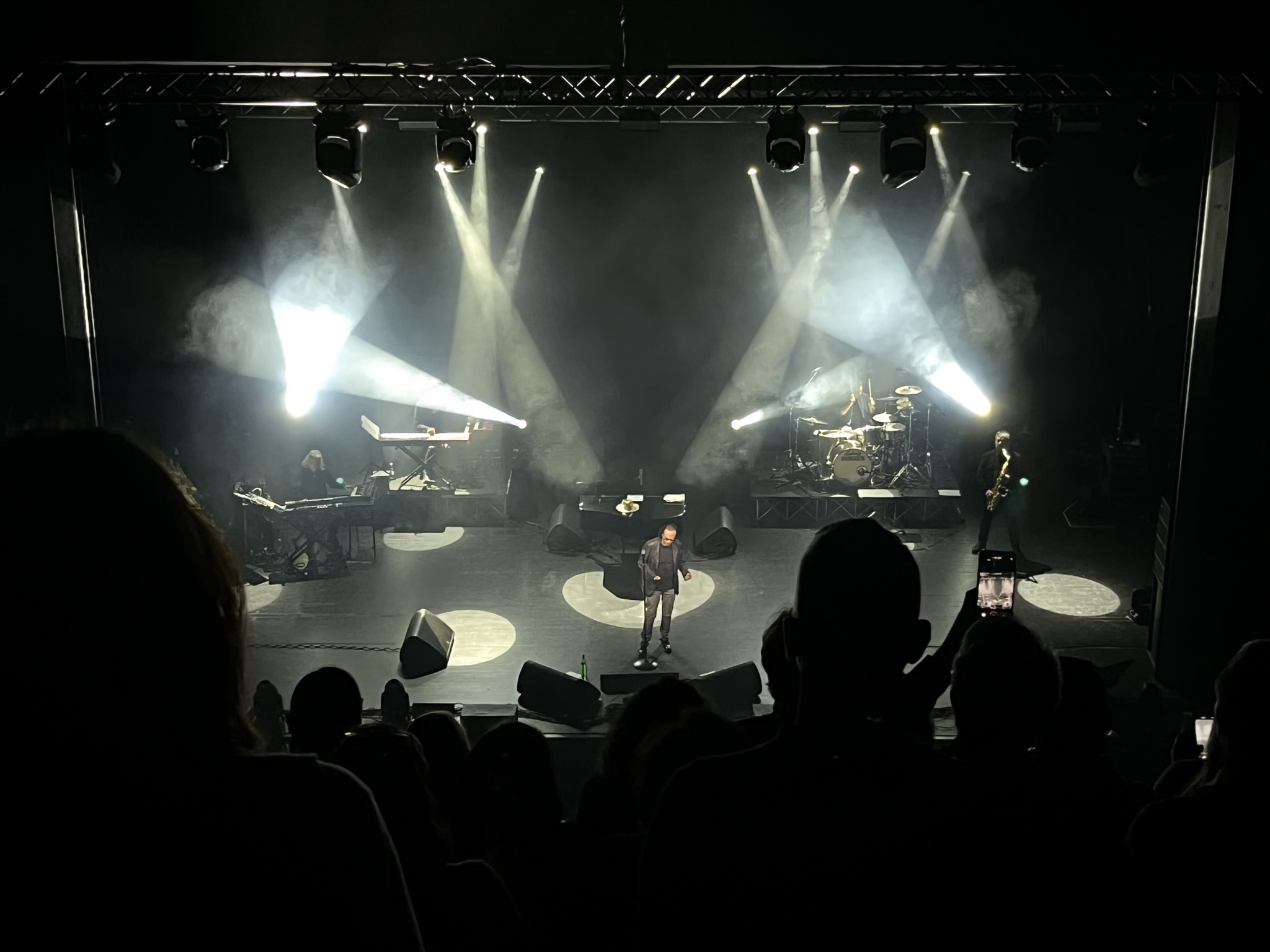
Der Innenraum des Theaters während eines Konzerts von Antonello Venditti (2022)

Der kaum kostendeckende und mittlerweile sanierungsbedürftige Stadthof 11 hatte im Laufe der Jahre seine Funktion als Zentrum der Vereine respektive der Quartierbevölkerung weitgehend verloren. Als langfristige Lösung entschied die Stadt Zürich eine grundlegende Sanierung durchzuführen und den Bau hierzu im Baurecht an die Züspa-Nachfolgerin Messe Schweiz (MCH) zu übertragen, die ihrerseits das Theater 11 an die FBM weitervermieten würde. Für die Sanierung und Erweiterung wurde ein Architekturwettbewerb durchgeführt, in dem der Entwurf des Architektenbüros EM2N aus Zürich und Berlin den ersten Rang belegte.
Im Rahmen der Sanierung blieben vom Ursprungsbau nur der Bühnenturm und Teile der Bühne respektive der Unterkellerung stehen. Der Zuschauerraum mit 700 zusätzlichen Sitzplätzen und die Foyers wurden vollständig neu errichtet, das autonom eingegliederte Restaurant ersatzlos gestrichen. Die Baukosten betrugen 27,2 Millionen Franken. Nach eineinhalb Jahren Bauzeit wurde im Dezember 2006 das Theater 11 an Stelle des Stadthof 11 eröffnet. Der Saal fasst 1500 Besucher, des Weiteren verfügt das Theater über einen Bereich für Apéros, der für 300 Gäste ausgelegt ist. 2017 wurde als Schweizer Erstaufführung Disneys Mary Poppins aufgeführt.